# Rhodostrophia klapperichi
Rhodostrophia klapperichi là một loài bướm đêm trong họ Geometridae.